# متلازمة كوشينغ

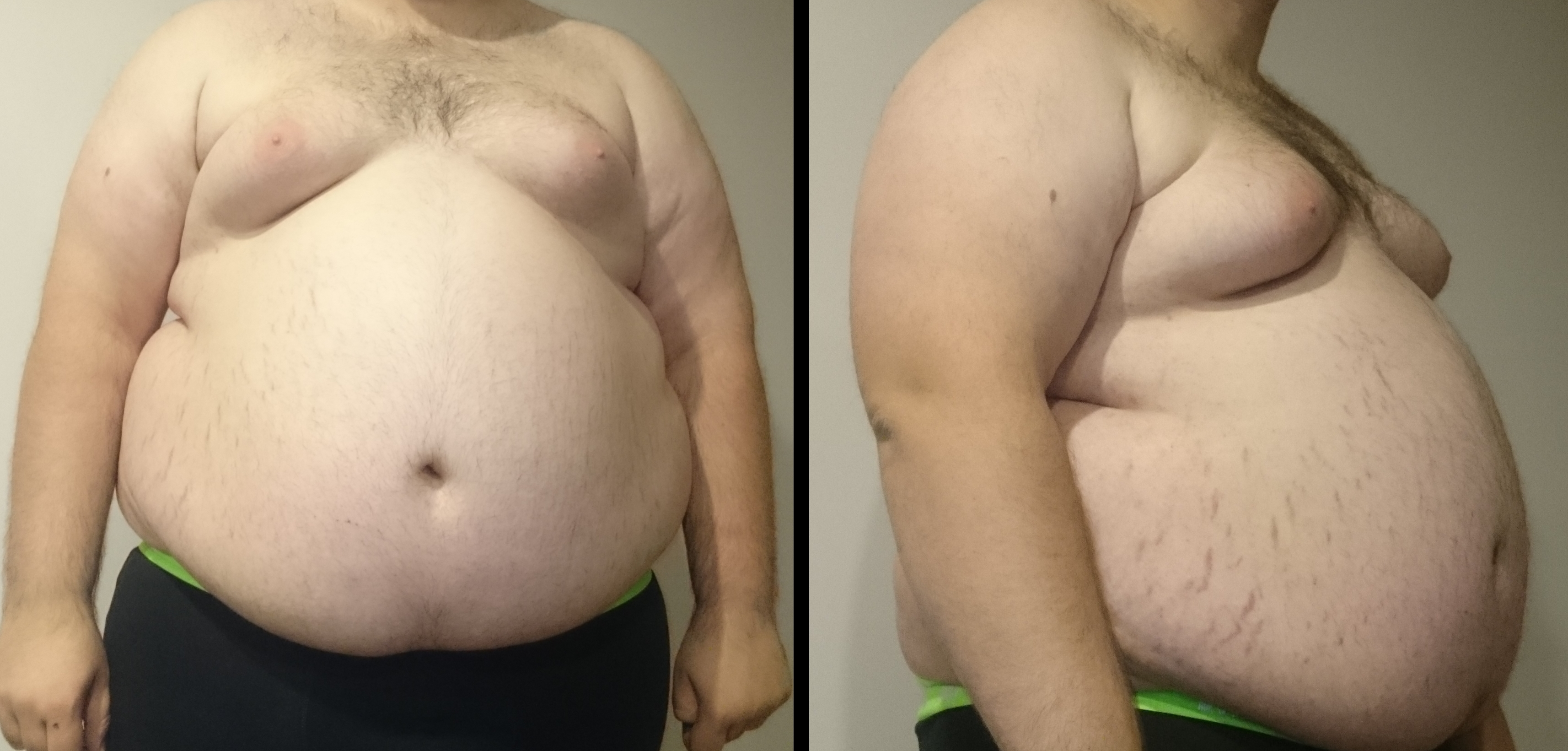
زيادة الوزن المصاحبة لفرط نشاط قشر الكظر ويلاحظ توزعها المركزي وبقاء الأطراف دون انتفاخ

فرط نشاط قشر الكظر (بالإنجليزية: cushing's Syndrome)‏ المسمى أيضاً بمتلازمة كوشينغ. هو اضطراب هورموني ناتج عن زيادة افراز هرمون الكورتيزول في الدم، هنالك عدة مسببات لهذا الاعتلال منها أورام الغدة النخامية أو فرط تنسج قشر الكظر والإفراز المنتبذ للهرمون الكظري القشري الاغتذائي (هرمون حاثة القشرة) والمعروف باسم الهرمون الموجه لقشر الكظر.
علينا أن نميز بين حالتين متداخلتين هما مرض كوشينغ ومتلازمة كوشينغ، ففي الأولى ينتج الاعتلال عن ورم نشط في الغدة النخامية يفرز هرمون حاثة القشرة أما في الحالة الثانية فإن الغدة النخامية لا تستجيب للتلقيم الراجع السلبي وتستمر في إفراز هرمون حاثة القشرة، بعض الحالات (ومن أكثرها شيوعاً) علاجية المنشأ وتحدث نتيجة التداوي الخاطئ بالستيروئيدات وتؤدي لحدوث متلازمة كوشينغ.

## فسيولوجيا المرض

التركيب الجزيئي لهرمون الكورتيزول

تفرز النواة المحيطة بالبطين (Periventricular) في الوطاء (تحت المهاد) وطاء الهرمون المفرز للحاثة القشرية هرمون مطلق لموجهة القشرة الذي يحفز الغدة النخامية على إفراز هرمون حاثة القشرة الهورمون الموجه لقشر الكظر (الكورتيكوتروبين) الهرمون الموجه لقشر الكظر، ينتقل هرمون حاثة القشرة عبر الدم ليصل إلى الغدة الكظرية وتحديداً إلى المنطقة المحزمة لقشر الكظر محفزة إياها على إنتاج وأفراز الكورتيزول، عندما يصل الكورتيزول في الدم إلى المستوى المطلوب تتوقف الغدة النخامية عن إفراز هرمون حاثة القشرة وتعرف هذه العملية بالتلقيم الراجع السلبي. في أغلب حالات فرط نشاط قشر الكظر يتعرقل عمل هذه العملية مما يؤدي إلى استمرار افراز هرمون حاثة القشرة وبالتالي إنتاج كميات فائضة من هرمون الكورتيزول. في حالات فرط تنسج قشر الكظر أو الإفراز المنتبذ لهرمون حاثة القشرة يكون إنتاج الكورتيزول مستقلا وغير متأثر بعمل هرمون حاثة القشرة.

## أعراض سريرية
تشتمل الأعراض على زيادة سريعة في الوزن وتكون متمركزة في مركز الجسم حيث تلاحظ السمنة في الوجه والجذع وغالبا ما تبقى الأطراف دون تأثراو تكون انحف من الطبيعي لزيادة سرعة تكسير البروتين نتيجة للوجود الكورتيزول في الدم بصورة كبيرة، كما تلاحظ زيادة التعرق والتوسعات في الشعيرات الدموية السطحية.
وفيما يلي قائمة بالأعراض المحتملة الظهور لدى فرط نشاط قشر الكظر:
- ترقق الجلد.
- التبقع الجلدي وغالبا ما يظهر بلون قرمزي.
- ظهور الأتلام الجلدية وهي عبارة عن تشققات في سطح الجلد تنجم عن تمدده السريع عقب زيادة الوزن السريعة. عادة ما تظهر في منطقة البطن حول السرة وفي منطقة الإلية وفي الجزء الأنسي من الفخذين والإبطين وعند منطقة الثدي.
- الشعرانية أو زيادة نمو شعر الجسم.
- حدبة بوفالو وهي عبارة عن تكتل شحمي يتوضع في أسفل الرقبة من الجهة الخلفية
- الأرق الليلي.
- الاكتئاب.
- فقد الشهوة الجنسية.
- انقطاع الطمث.
- ارتفاع ضغط الدم غير المستجيب للعلاج.
- ضعف الاستجابة لهرمون الانسولين وبالتالي الإصابة بمرض السكري
- ترقق العظام.

•في حالات نادره قد يحدث ارتفاع في الكالسيوم الذي سيسبب نخر في الجلد.

## تشخيص المرض
في حال تم الاشتباه بالمرض؛ يُخضع المريض لفحص التثبيط بالديكساميثازون. يتم في هذا الفحص إعطاء المريض عدة جرعات من مادة الديكساميثازون كل ثماني ساعات وتقاس تراكيز كل من هورموني الكورتيزول وهرمون حاثة القشرة. في حال لم تثبط إفراز الكورتيزول من قشر الكظر لدى استعمال جرعات منخفضة من الديكساميثازون تستعمل جرعة أعلى منه، إن حدث التثبيط مع الجرعة الأعلى كان التشخيص هو مرض كوشينغ (ورم الغدة النخامية) وفي حال لم يتم التثبيط حتى مع الجرعة العالية من الديكساميثازون يكون التشخيص إما ورماً في قشر الكظر أو الإفراز المنتبذ للهرمون الكظري القشري الاغتذائي (هرمون حاثة القشرة). كما أن قياس تركيز الكورتيزول في عينة من تحميع البول لمدة 24 ساعة له نفس القدرة التشخيصية.

## العلاج

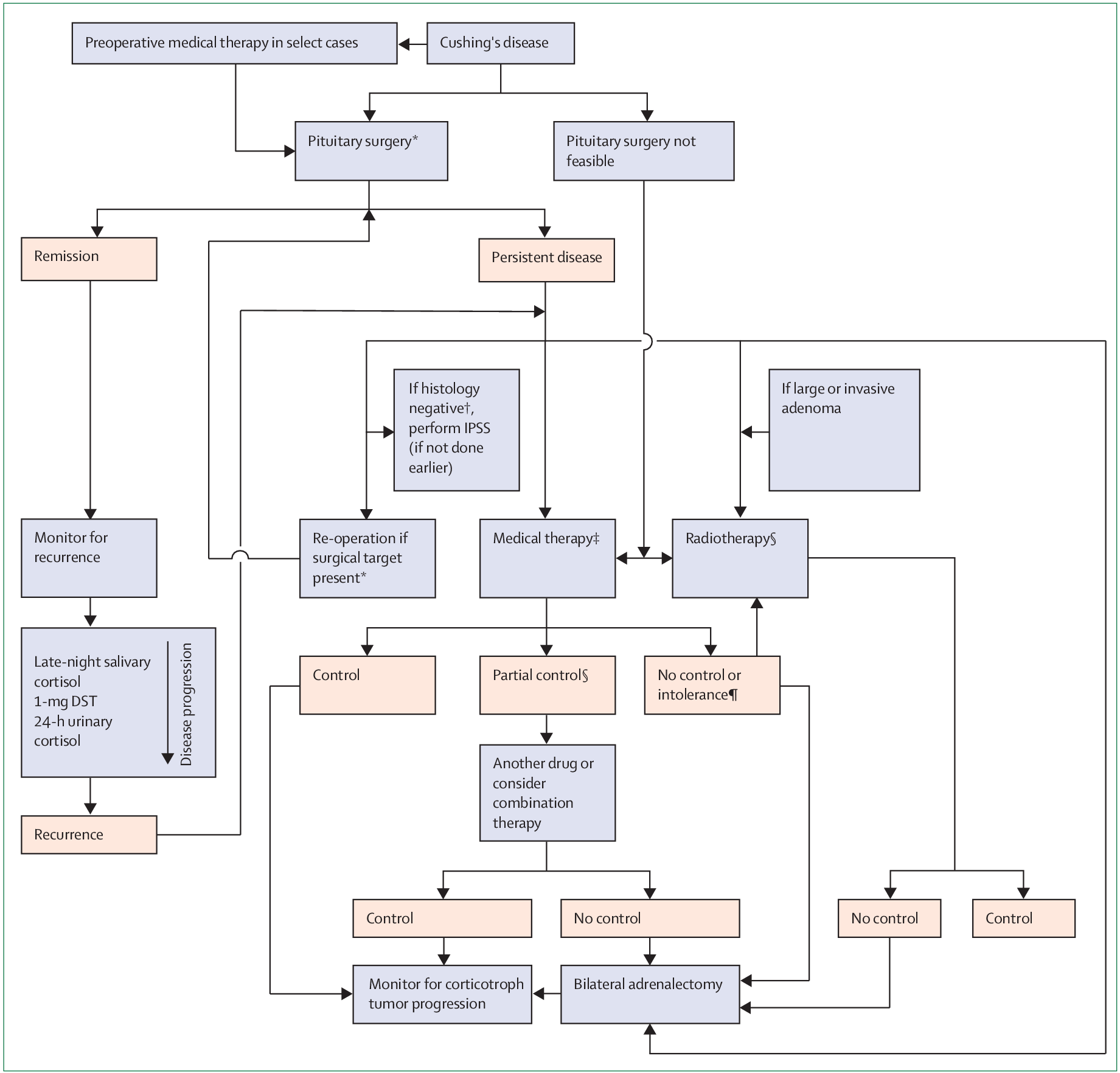
خوارزمية إدارة مرض كوشينغ

على الطبيب المعالج أن يتحقق دوما من أن المريض لا يتناول أي نوع من أنواع العلاجات الستيروئيدية؛ لأن التدواي بها قد يعطي نفس الصورة السريرية المشاهدة في حالات فرط نشاط قشر الكظر، في حال كان التداوي بالستيروئيدات هو سبب المشكلة؛ على الطبيب تخفيض الجرعة بشكل تدريجي وعلى مدى زمني طويل لكي يستعيد قشر الكظر نشاطه من جديد.
في حالات ورم الغدة النخامية أو فرط تنسج قشر الكظر يكون العلاج جراحياً في معظم الأوقات، في الحلات غير القابلة للجراحة تستعمل العقارات المثبطة لإنتاج الكورتيزول مثل الكيتوكونازول والميتيرابون ولكن تأثيرها العلاجي محدود.

## علم الأوبئة
متلازمة كوشنغ (الناجمة عن العلاج بالقشرية) هو الشكل الأكثر شيوعا لمتلازمة كوشينغ. نسبة الإصابة بأورام الغدة النخامية قد تكون مرتفعة بقدر واحد من كل خمس أشخاص.